# Idiomysis mozambicus
Idiomysis mozambicus is een aasgarnalensoort uit de familie van de Mysidae. De wetenschappelijke naam van de soort is voor het eerst geldig gepubliceerd in 2001 door Deprez, Wooldridge & Mees.